# Ortalotrypeta trypetoides
Ortalotrypeta trypetoides är en tvåvingeart som beskrevs av Chen 1948. Ortalotrypeta trypetoides ingår i släktet Ortalotrypeta och familjen borrflugor. Inga underarter finns listade i Catalogue of Life.